# Fazantkoekoek
De fazantkoekoek (Dromococcyx phasianellus) is een vogel uit de familie Cuculidae (koekoeken).

## Verspreiding en leefgebied
Deze soort komt voor van zuidelijk Mexico tot noordelijk Argentinië.

## Status
De grootte van de populatie is in 2019 geschat op 50-500 duizend volwassen vogels. Op de Rode lijst van de IUCN heeft deze soort de status niet bedreigd.  